# Georges Pondy
Pour les articles homonymes, voir Pondy.
 (juin 2024).
 (juin 2024).
Georges Armand Enyegue Pondy  connu sous le nom de Georges Pondy est un artiste graphiste, auteur de bande dessinée, portraitiste et directeur artistique camerounais.

## Biographie
Georges Pondy est né le 8 mars 1977 à Yaoundé au Cameroun. Après le décès de son père, il n'a pas pu poursuivre de longues études faute de moyens financiers et a décidé de se consacrer au dessin, sa véritable passion. Aîné d'une fratrie de huit enfants, il est autodidacte et membre du collectif A3.

## Carrière

### Débuts
Georges Pondy démarre sa carrière dans le neuvième art en publiant en 2004 deux numéros de la série Les Cop's. Entre 2007et 2008, il apparaît dans le catalogue Africa comics et dans le deuxième numéro de la revue camerounaise de bande dessinée Waka waka avec une histoire courte scénarisée par Christoophe Ngalle Edimo.

### Collaborations et séries
En 2009, il coréalise deux courts-métrages, La Witch et La Tcham, avec Kelly et commence à dessiner avec Kelly Adams Ntep la série Vie des jeunes. De 2010 à 2012, il participe à l'aventure du magazine Bitchakala avec le collectif A3, proposant les séries 3H Chrono et Pulsions. Entre 2010 et 2011, il encre plusieurs planches de la série Les Nyés dans le magazine Situations.

### Œuvres notables
En 2012, il publie chez Ifrikiya l'album CATY : Ça va chauffer, une histoire sur son héroïne policière Jacky Wabo avec la ville de Yaoundé comme décor. La même année, il valide un album intitulé OUP'S aux éditions Akoma Mba, qui plonge dans le quotidien des <font adolescents camerounais.

### Directeur artistique
En 2013, Georges Pondy devient directeur artistique chez Kiro'o Games et participe à l'aventure Aurion, le premier jeu vidéo camerounais. Depuis 2016, il est directeur artistique chez AJEM, et participe au projet bande dessinée Mon Rêve en 2017.

### Production continue
En 2021, il produit le tome 2 de CATY intitulé Cellule Antiterroriste de Yaoundé aux éditions Waanda Studio. Il diffuse ses bandes dessinées sur la plateforme Waanda Comics, un fief de la bande dessinée africaine. Georges Pondy anime également des master-classes et des ateliers professionnels pour les jeunes lors du Mboa BD Festival.